# Windows Live Mobile
Windows Live Mobile è una versione di Windows Live creata appositamente per telefonino. La versione è creata in modo da alleggerire lo scambio di dati sulla rete, ottimizzando l'interfaccia grafica per tastiere e schermi di un telefonino preferendone una testuale in modo da rendere raggiungibile un singolo pulsante con un numero del tastierino numerico.

## Canali
Questi servizi sono offerti attraverso 3 differenti canali:
- Per i telefonini Windows Mobile è una caratteristica già compresa nel sistema operativo;
- per i telefonini con browser abilitati WAP o GPRS attraverso questi ultimi;
- per i restanti dispositivi via SMS[2]

## Servizi
| Servizio                      | Client | Web | SMS | Sito                   | Descrizione                                                                                | Stato  |
| ----------------------------- | ------ | --- | --- | ---------------------- | ------------------------------------------------------------------------------------------ | ------ |
| Windows Live Calendar Mobile  |        |     |     |                        | Servizio SMS per controllare gli appuntamenti giornalieri nel loro Windows Live Calendar   | Finale |
| Windows Live Home Mobile      |        |     |     | mhome.live.com         | Mostra aggiornamenti di stato dei tuoi contatti                                            | Finale |
| Windows Live Hotmail Mobile   |        |     |     | m.mail.live.com        | Versione per telefonino di Windows Live Hotmail                                            | Finale |
| Windows Live Messenger Mobile |        |     |     | mim.live.com           | Versione per telefonino di Windows Live Messenger                                          | Finale |
| Windows Live Photos Mobile    |        |     |     | mphotos.live.com       | Servizio che permette di caricare immagini sul proprio profilo direttamente dal telefonino | Finale |
| Windows Live Profile Mobile   |        |     |     | mprofile.live.com      | Servizio che permette di aggiornare il proprio profilo via telefonino                      | Finale |
| Windows Live People Mobile    |        |     |     | mpeople.live.com       | Servizio che consente di visualizzare i profili dei propri contatti sul telefonino         | Finale |
| Windows Live Spaces Mobile    |        |     |     | mobile.spaces.live.com | Versione di Windows Live Spaces per telefonino                                             | Finale |
| Live Mesh Mobile              |        |     |     | m.mesh.com             | Versione di Live Mesh per telefonino                                                       | Beta   |